# Bittium cerralvoense
Bittium cerralvoense är en snäckart som beskrevs av Bartsch 1911. Bittium cerralvoense ingår i släktet Bittium och familjen Cerithiidae. Inga underarter finns listade i Catalogue of Life.